# Ginny Severien

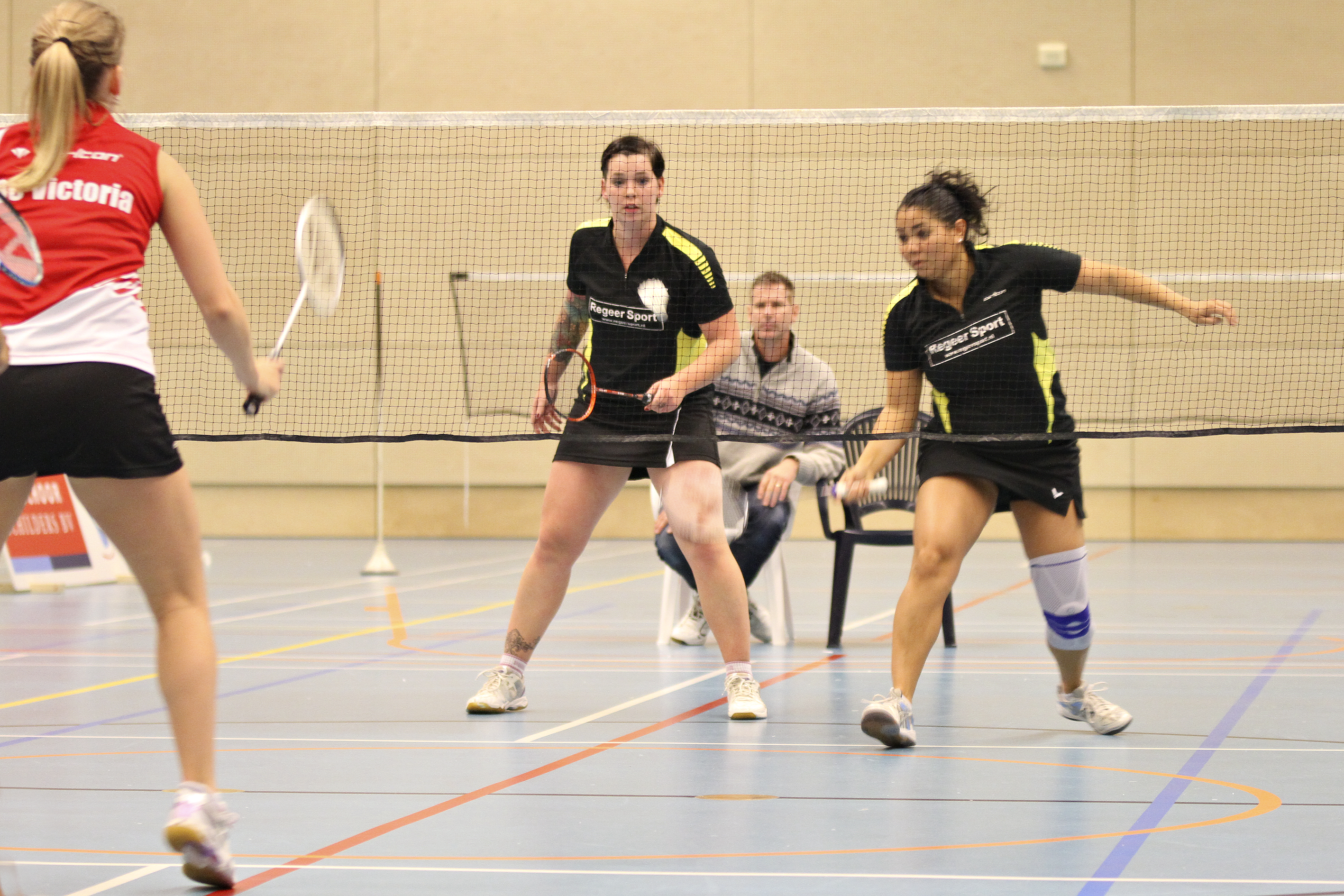
Ginny Severien (rechts) 2012

Ginny Severien (* 11. Juni 1979) ist eine niederländische Badmintonspielerin.

## Karriere
Ginny Severien gewann noch als Junior 1997 die Hungarian International. 2008 wurde sie niederländische Meisterin im Damendoppel.

## Sportliche Erfolge
| Saison | Veranstaltung                                   | Disziplin   | Platz | Name                                |
| ------ | ----------------------------------------------- | ----------- | ----- | ----------------------------------- |
| 1997   | Hungarian International                         | Damendoppel | 1     | Lotte Jonathans / Ginny Severien    |
| 1997   | Niederlande: Einzelmeisterschaften der Junioren | Dameneinzel | 1     | Ginny Severien                      |
| 1997   | Niederlande: Einzelmeisterschaften der Junioren | Damendoppel | 1     | Ginny Severien / Melissa Trouerbach |
| 1998   | Weltmeisterschaften der Studenten               | Damendoppel | 3     | Karina de Wit / Ginny Severien      |
| 1998   | Niederlande: Einzelmeisterschaften der Junioren | Dameneinzel | 1     | Ginny Severien                      |
| 2008   | Niederlande: Einzelmeisterschaften              | Damendoppel | 1     | Ginny Severien / Karina de Wit      |